# Rajkumar Hirani
Rajkumar Hirani, hay còn được biết đến với tên gọi khác là Raju Hirani, (tiếng Hindi: राजकुमार हिरानी hoặc राजू हिरानी, sinh ngày 20 tháng 11 năm 1962) là một nam đạo diễn, nhà biên kịch, biên tập phim kiêm nhà sản xuất điện ảnh người Ấn Độ. Với những tác phẩm điện ảnh ăn khách tại thị trường Bollywood, ông được xem là một trong những nhà làm phim bằng tiếng Hindi xuất sắc nhất hiện nay.
Những tác phẩm của ông đa phần chủ yếu là sự hợp tác lâu năm với Abhijat Joshi và Vidhu Vinod Chopra, trong đó các tác phẩm như loạt phim Munna Bhai, Ba chàng ngốc, PK, hay gần đây là Sanju, đã nhận được nhiều lời đánh giá có cánh từ các nhà phê bình điện ảnh chuyên môn và các khán giả, trở thành các tác phẩm có doanh thu cao nhất mọi thời đại ở trong nước và quốc tế. Trong suốt sự nghiệp của mình, ông đã ba lần nhận giải Giải thưởng Điện ảnh Ấn Độ và là chủ nhân của 11 giải tại Giải Filmfare.
Ông hiện đang là chủ nhân của hãng phim do ông sáng lập có tựa đề là Rajkumar Hirani Films (viết tắt là RHF). 

## Tiểu sử
Rajkumar Hirani sinh ngày 20 tháng 11 năm 1962 tại Nagpur trong một gia đình gốc Sindhi. Tổ tiên ông vốn ở thành phố Mehrabpur, một thành phố nằm ở tỉnh Sindh, Pakistan. Bố ông là Suresh Hirani, một nhân viên công nghệ thông tin đã về hưu ở Nagpur. Bản thân Suresh đã kết hôn với mẹ ông là Sheela Hirani, để rồi từ đó bà đã hạ sinh ông. Trong gia đình ông còn có người anh trai (tên Sanjeev) đang làm nghề cố vấn công nghệ thông tin ở Mỹ, còn người chị gái của ông (tên Anju) đang làm nghề phóng viên.
Ngay từ khi còn nhỏ, Hirani học theo trường trung học phổ thông St. Francis De'Sales, và kết thúc năm học, ông đã được nhận bằng cấp nghề nghiệp về ngành thương mại. Mặc dù bố mẹ mong ông có thể trở thành một nhân viên kế toán để có thể giúp cho kinh tế gia đình khá khẩm hơn, nhưng bản thân ông lại có niềm đam mê với ngành điện ảnh từ sớm.
Những năm học đại học, ông đã chuyển đến sang ngành lĩnh vực điện ảnh bằng tiếng Hindi. Do ông đã kết thân với nhiều bạn đang học tại trường Cao đẳng Y tế nên ông đã dành nhiều thời gian trong việc học ngành điện ảnh. Chứng kiến con trai mình đam mê học ngành này, bố ông đã nhanh chóng chở ông đi đến trường học diễn xuất ở Mumbai. Dẫu vậy, ông phải trở về quê chỉ sau ba ngày thử làm diễn viên do ngành nghề ấy không phù hợp với ông. Sau đó theo lời khuyên của bố, ông đã nhanh chóng đặt chân tói trường Viện Điện ảnh và Truyền hình Ấn Độ, nhưng do khóa học diễn xuất chưa thể hoạt động trở lại, cộng với số lượng người đăng ký học tại đây quá nhiều nên cơ hội tham gia khóa học làm phim của ông thật sự rất mong manh. Không cần phải chờ lâu, ông quyết định theo học ngành dựng phim và ông đã nhận được bằng cấp danh dự cho ngành này. 

## Sự nghiệp làm phim

### 1993 - 2000: Những năm đầu làm phim
Hirani đã khởi đầu sự nghiệp của mình với tư cách là một biên tập phim trong nhiều năm. Tuy nhiên, những trải nghiệm không như ý muốn đã buộc ông phải chuyển sang lĩnh vực quảng cáo trên truyền hình, và với những quảng cáo ăn khách trên thị trường, ông dần khẳng định tên tuổi ở vị trí đạo diễn kiêm nhà sản xuất cho lĩnh vực phim quảng cáo. 
Dù đã thực hiện tốt trong ngành lĩnh vực quảng cáo, nhưng ước mơ làm phim điện ảnh mới là ước mơ lớn nhất trong cuộc đời ông. Chính vì thế, sau khi ông đã thực hiện nhiều dự án quảng cáo, ông thôi việc và chuyển sang ngành điện ảnh và bắt đầu làm việc với Vidhu Vinod Chopra. Từ việc thực hiện phần trailer (quảng bá phim) cho các bộ phim do Chopra đạo diễn như 1942: A Love Story hay Kareeb, ông đã có bước chuyển mình đầu tiên trong sự nghiệp khi ông chính thức làm biên tập phim cho tác phẩm cũng do Chopra thực hiện, đó là Mission Kashmir.

### 2003 - 2006: Loạt phim Munna Bhai và những thành công đầu tiên
Sự nghiệp của ông chỉ trở lại khi ông làm đạo diễn kiêm viết kịch bản cho tác phẩm đầu tay có tên là Munna Bhai M.B.B.S. (Bác sĩ găng tơ) vào năm 2003. Sau khi ra mắt, tác phẩm đã nhận được những lời khen từ các nhà phê bình phim lẫn khán giả, nhất là cách đạo diễn của Hirani là nhận về nhiều lời khen nhất. Tác phẩm cũng đã có một hành trình doanh thu thuận lợi khi thu về ₹410 triệu crore. Sự thành công của tác phẩm này đã giúp cho tác phẩm giành giải Phim đại chúng hay nhất tại Lễ trao giải Giải thưởng Điện ảnh Ấn Độ lần thứ 51 và Phim do các nhà phê bình bầu chọn hay nhất tại Giải Filmfare lần thứ 49, ngoài ra cũng trong buổi lễ này, bản thân Hirani còn giành giải Kịch bản hay nhất và được đề cử ở hạng mục Đạo diễn xuất sắc nhất.
Sau thành công của phần đầu tiên trong loạt phim Munna Bhai, Hirani tiếp tục viết kịch bản và đạo diễn cho phần thứ hai của loạt phim có tựa đề là Lage Raho Munna Bhai (Bác sĩ găng tơ 2). Cũng giống như phần phim trước, phần hai của Munna Bhai đã tiếp tục nhận được những lời khen ngợi từ các nhà phê bình phim lẫn khán giả, đồng thời còn thu về ₹1,28 tỷ crore chỉ sau một tuần công chiếu, trở thành tác phẩm thứ ba có doanh thu cao nhất mọi thời đại ở Ấn Độ vào năm 2006. Tác phẩm cũng đã giành giải Phim đại chúng hay nhất tại Lễ trao giải Giải thưởng Điện ảnh Ấn Độ lần thứ 54. Tại Giải Filmfare lần thứ 52, Hirani được đề cử cho ba hạng mục: Kịch bản đối thoại hay nhất, Cốt truyện hay nhất và Đạo diễn xuất sắc nhất.

### 2009 - nay: Khẳng định vị thế sự nghiệp
Sự nghiệp làm phim của ông đã lên tới đỉnh cao mới khi vào năm 2009, ông tiếp tục viết kịch bản và đạo diễn cho tác phẩm hài chính kịch Ba chàng ngốc. Sau khi ra mắt, tác phẩm đã nhận được mưa lời khen từ giới phê bình lẫn khán giả bởi nội dung xoay quanh về tình trạng báo động của nền giáo dục đang mục rữa ở Ấn Độ, và cho đến nay tác phẩm vẫn được xem là một trong những tác phẩm có doanh thu cao nhất mọi thời đại ở Ấn Độ khi thu về ₹400 triệu crore sau buổi công chiếu. Với tác phẩm này, Hirani lần đầu tiên giành giải Đạo diễn xuất sắc nhất và đồng thời còn đoạt giải Kịch bản hay nhất, Kịch bản đối thoại hay nhất, Cốt truyện hay nhất tại Giải Filmfare lần thứ 55, đồng thời phim còn đoạt giải Phim đại chúng hay nhất tại Lễ trao giải Giải thưởng Điện ảnh Ấn Độ lần thứ 57. Chính tác phẩm này mà Hirani được công nhận là một trong những nhà làm phim bằng tiếng Hindi nổi bật nhất hiện nay.
Sau thành công của tác phẩm Ferrari Ki Sawaari với vai trò là biên tập phim, Hirani quay lại nghề đạo diễn vào năm 2014. Lần này ông tiếp tục viết kịch bản kiêm đạo diễn cho tác phẩm hài chính kịch mới có tựa đề là PK, ngoài ra bản thân ông còn thử sức làm nhà sản xuất cho tác phẩm (dưới hãng phim RHF) cùng với người cộng sự lâu năm Vidhu Vinod Chopra. Cũng giống như các tác phẩm trước của Hirani, PK tiếp tục nhận về mưa lời khen từ các nhà phê bình lẫn khán giả bởi nội dung có ý nghĩa hết sức to lớn về vấn đề tôn giáo ở Ấn Độ. Tác phẩm cũng thành công về mặt doanh thu khi đã thu về ₹854 triệu crore, trở thành phim thứ 5 có doanh thu cao nhất mọi thời đại ở Ấn Độ tính đến thời điểm hiện tại. Tác phẩm cũng được đề cử tám hạng mục tại Giải Filmfare lần thứ 60, trong đó bản thân Hirani tiếp tục đoạt giải Kịch bản hay nhất và Kịch bản đối thoại hay nhất và được đề cử ở hạng mục Đạo diễn xuất sắc nhất. 
Vào năm 2016, nam diễn viên Sanjay Dutt đã được tự do thả tù sau 23 năm vừa đóng phim và vừa phải chịu sự giám sát từ các cơ quan cảnh sát kể từ sau bị cáo buộc dính líu đến vụ ném bom ở Mumbai năm 1993. Chính sự kiện này mà Hirani tiếp tục viết kịch bản, đạo diễn và hợp tác sản xuất với Chopra để cho ra mắt tác phẩm Sanju vào năm 2018 kể về sự nghiệp đóng phim lẫn đời tư đầy tai tiếng của người cộng sự lâu năm của ông. Tác phẩm nhận được mưa lời khen từ giới phê bình lẫn khán giả, mặc dù một số người đã chỉ trích về việc lạm dụng hình ảnh trong sạch của nhân vật Sanjay. Tác phẩm tiếp tục giành những giải thưởng quan trọng tại Giải Filmfare lần thứ 64, và đoạt hai giải về diễn xuất dành cho Ranbir Kapoor và Vicky Kaushal. Bản thân Hirani tiếp tục được đề cử ở hạng mục Đạo diễn xuất sắc nhất.
Năm 2017, Hirani tiếp tục thực hiện cả ba vai trò - đạo diễn, viết kịch bản và đồng sản xuất - để cho ra mắt phần phim thứ ba của loạt phim Munna Bhai. Phần phim này dự kiến sẽ ra mắt vào năm 2023. Hai năm sau, nhằm kỷ niệm 150 năm ngày sinh của Mahatma Gandhi, Hirani đã phối hợp với các diễn viên gồm Aamir Khan, Salman Khan, Shahrukh Khan, Vicky Kaushal, Ranbir Kapoor, Kangana Ranaut, Alia Bhatt và Sonam K. Ahuja cùng nhau sản xuất một tập ngắn, trong đó, các diễn viên đọc Kinh Thánh về những triết lý sống mà Gandhi để lại.
Tháng 4 năm 2022, Hirani chính thức ra mắt tác phẩm mới có tựa là Dunki, với vai chính được giao cho Shahrukh Khan và Taapsee Pannu. Bộ phim này dự kiến sẽ khởi chiếu vào ngày 22 tháng 12 năm 2023.

## Danh sách phim
Dưới đây là các tác phẩm tiêu biểu của đạo diễn Rajkumar Hirani:
| Năm  | Phim                 | Đạo diễn | Kịch bản | Sản xuất          | Biên tập | Chú thích                                                                                   |
| ---- | -------------------- | -------- | -------- | ----------------- | -------- | ------------------------------------------------------------------------------------------- |
| 2000 | Mission Kashmir      | Không    | Không    | Không             | Có       |                                                                                             |
| 2003 | Munna Bhai M.B.B.S.  | Có       | Có       | Không             | Có       | Đề cử—Giải Filmfare cho Đạo diễn xuất sắc nhất                                              |
| 2006 | Lage Raho Munna Bhai | Có       | Có       | Không             | Có       | Đề cử—Giải Filmfare cho Đạo diễn xuất sắc nhất                                              |
| 2009 | 3 chàng ngốc         | Có       | Có       | Không             | Có       | Giải Filmfare cho Đạo diễn xuất sắc nhất                                                    |
| 2012 | Ferrari Ki Sawaari   | Không    | Có       | Giám đốc sản xuất | Có       | Giám đốc sáng tạo                                                                           |
| 2014 | PK                   | Có       | Có       | Có                | Có       | Đề cử—Giải Filmfare cho Phim truyện hay nhất Đề cử—Giải Filmfare cho Đạo diễn xuất sắc nhất |
| 2016 | Saala Khadoos        | Không    | Không    | Có                | Không    | Phim đa ngôn ngữ, nhà sản xuất phiên bản tiếng Hindi                                        |
| 2018 | Sanju                | Có       | Có       | Có                | Có       | Đề cử—Giải Filmfare cho Phim truyện hay nhất Đề cử—Giải Filmfare cho Đạo diễn xuất sắc nhất |
| 2023 | Dunki                | Có       | Có       | Có                | Có       |                                                                                             |